# 1915 en Colombie-Britannique
Chronologie de la Colombie-Britannique
- 1911
- 1912
- 1913
- 1914
- 1915
- 1916
- 1917
- 1918
- 1919

Cette page concerne des événements qui se sont produits durant l'année 1915 dans la province canadienne de Colombie-Britannique.

## Politique

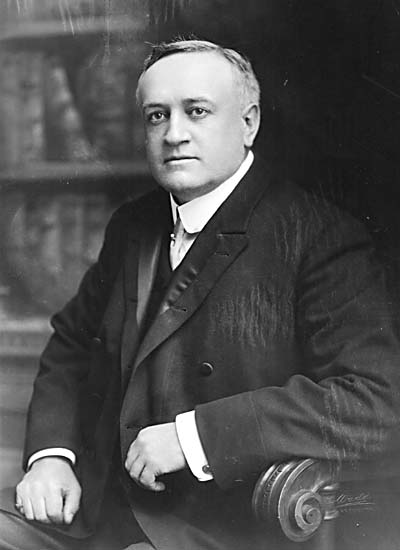
William John Bowser

- Premier ministre : Richard McBride puis William John Bowser.
- Chef de l'Opposition :
- Lieutenant-gouverneur : Francis Stillman Barnard
- Législature :

## Événements
- Les Millionnaires de Vancouver remportent la Coupe Stanley contre les Sénateurs d'Ottawa.

- 15 décembre : William John Bowser devient premier ministre de la Colombie-Britannique.

## Naissances
- 3 août : Frank Arthur Calder, décédé le 4 novembre 2006, politicien canadien de la Première Nation des Nisga'a. Il a été élu à l'Assemblée législative de la Colombie-Britannique en 1949. Il était un chef héréditaire de la maison des Wisinxbiltkw des Gispwudwada. Il a été nommé officier de l'Ordre du Canada en 1987 et nommé membre l'Ordre de la Colombie-Britannique en 2004.